# (16368) Città di Alba
(16368) Città di Alba est un astéroïde de la ceinture principale.

## Description
(16368) Citta di Alba est un astéroïde de la ceinture principale. Il fut découvert le 28 février 1981 à La Silla par Henri Debehogne et Giovanni de Sanctis. Il présente une orbite caractérisée par un demi-grand axe de 3,16 UA, une excentricité de 0,11 et une inclinaison de 12,9° par rapport à l'écliptique.

## Compléments